# Broomes Island
Broomes Island es un lugar designado por el censo ubicado en el condado de Calvert en el estado estadounidense de Maryland. En el Censo de 2010 tenía una población de 405 habitantes y una densidad poblacional de 212,46 personas por km².

## Geografía
Broomes Island se encuentra ubicado en las coordenadas 38°24′58″N 76°32′54″O / 38.41611, -76.54833. Según la Oficina del Censo de los Estados Unidos, Broomes Island tiene una superficie total de 1.91 km², de la cual 1.88 km² corresponden a tierra firme y (1.22%) 0.02 km² es agua.

## Demografía
Según el censo de 2010, había 405 personas residiendo en Broomes Island. La densidad de población era de 212,46 hab./km². De los 405 habitantes, Broomes Island estaba compuesto por el 87.41% blancos, el 7.9% eran afroamericanos, el 0.49% eran amerindios, el 0.74% eran asiáticos, el 0.25% eran isleños del Pacífico, el 0% eran de otras razas y el 3.21% pertenecían a dos o más razas. Del total de la población el 0.49% eran hispanos o latinos de cualquier raza.